# Liga Premier de Israel 2022-23
La Liga Premier de Israel 2022-23 o también conocida como Liga de la Bolsa de Tel Aviv por razones de patrocinio, es la vigésima cuarta temporada desde su introducción en 1999 y la temporada 81.ª de fútbol de primer nivel en Israel. Comenzó el 20 de agosto de 2022 y terminará en mayo de 2023.
Maccabi Haifa será el defensor del título luego de coronarse campeón la temporada pasada.

## Equipos participantes
| Club                       | Ciudad         | Estadio                         | Capacidad |
| -------------------------- | -------------- | ------------------------------- | --------- |
| Ashdod                     | Asdod          | Estadio Yud-Alef                | 7.800     |
| Beitar Jerusalén           | Jerusalén      | Estadio Teddy Kollek            | 31.733    |
| Bnei Sakhnin               | Sajnin         | Doha Stadium                    | 8.500     |
| Hapoel Be'er Sheva         | Beerseba       | Turner Stadium                  | 16,126    |
| Hapoel Hadera              | Hadera         | Estadio Netanya                 | 13.610    |
| Hapoel Haifa               | Haifa          | Estadio Sammy Ofer              | 30.942    |
| Hapoel Ironi Kiryat Shmona | Kiryat Shemona | Estadio Municipal Kiryat Shmona | 5.300     |
| Hapoel Jerusalem           | Jerusalén      | Estadio Teddy Kollek            | 31.733    |
| Hapoel Tel Aviv            | Tel Aviv       | Estadio Bloomfield              | 29.400    |
| Maccabi Bnei Reineh        | Reineh         | Estadio Green                   | 5.200     |
| Maccabi Haifa              | Haifa          | Estadio Sammy Ofer              | 30.942    |
| Maccabi Netanya            | Netanya        | Estadio Netanya                 | 13.610    |
| Maccabi Tel Aviv           | Tel Aviv       | Estadio Bloomfield              | 29.400    |
| Sektzia Nes Tziona         | Ness Tziona    | Estadio Hamoshava               | 11.500    |

## Temporada regular

### Clasificación
| Pos. | Equipo                     | Pts. | PJ | G  | E  | P  | GF | GC | Dif. | Clasificación 2022–23 |
| ---- | -------------------------- | ---- | -- | -- | -- | -- | -- | -- | ---- | --------------------- |
| 1    | Maccabi Haifa              | 62   | 26 | 20 | 2  | 4  | 51 | 24 | +27  | Grupo Campeonato      |
| 2    | Hapoel Be'er Sheva         | 58   | 26 | 18 | 4  | 4  | 52 | 19 | +33  | Grupo Campeonato      |
| 3    | Maccabi Tel Aviv           | 52   | 26 | 15 | 7  | 4  | 53 | 15 | +38  | Grupo Campeonato      |
| 4    | Maccabi Netanya            | 37   | 26 | 10 | 7  | 9  | 33 | 38 | −5   | Grupo Campeonato      |
| 5    | Hapoel Jerusalén           | 36   | 26 | 9  | 9  | 8  | 29 | 25 | +4   | Grupo Campeonato      |
| 6    | Ashdod                     | 36   | 26 | 9  | 9  | 8  | 32 | 30 | +2   | Grupo Campeonato      |
| 7    | Beitar Jerusalén           | 31   | 26 | 9  | 4  | 13 | 38 | 47 | −9   | Grupo Descenso        |
| 8    | Hapoel Haifa               | 30   | 26 | 6  | 12 | 8  | 25 | 28 | −3   | Grupo Descenso        |
| 9    | Bnei Sakhnin               | 30   | 26 | 7  | 9  | 10 | 26 | 30 | −4   | Grupo Descenso        |
| 10   | Hapoel Hadera              | 29   | 26 | 6  | 11 | 9  | 26 | 41 | −15  | Grupo Descenso        |
| 11   | Hapoel Tel Aviv            | 27   | 26 | 6  | 9  | 11 | 28 | 42 | −14  | Grupo Descenso        |
| 12   | Maccabi Bnei Reineh        | 24   | 26 | 5  | 9  | 12 | 23 | 42 | −19  | Grupo Descenso        |
| 13   | Hapoel Ironi Kiryat Shmona | 21   | 26 | 3  | 12 | 11 | 27 | 39 | −12  | Grupo Descenso        |
| 14   | Sektzia Nes Tziona         | 17   | 26 | 3  | 8  | 15 | 23 | 47 | −24  | Grupo Descenso        |

Actualizado a los partidos jugados el 11 de marzo de 2023.
 Fuente: Soccerway

## Grupo Campeonato
| Pos. | Equipo             | Pts. | PJ | G  | E  | P  | GF | GC | Dif. | Clasificación 2023–24                                   |
| ---- | ------------------ | ---- | -- | -- | -- | -- | -- | -- | ---- | ------------------------------------------------------- |
| 1    | Maccabi Haifa (C)  | 81   | 36 | 27 | 3  | 6  | 76 | 34 | +42  | Primera ronda clasificatoria de Liga de Campeones       |
| 2    | Hapoel Be'er Sheva | 74   | 36 | 24 | 5  | 7  | 65 | 29 | +36  | Segunda ronda clasificatoria de Liga Europa Conferencia |
| 3    | Maccabi Tel Aviv   | 73   | 36 | 21 | 10 | 5  | 69 | 23 | +46  | Segunda ronda clasificatoria de Liga Europa Conferencia |
| 4    | Hapoel Jerusalén   | 45   | 36 | 12 | 9  | 15 | 38 | 44 | −6   |                                                         |
| 5    | Maccabi Netanya    | 45   | 36 | 12 | 9  | 15 | 44 | 58 | −14  |                                                         |
| 6    | Ashdod             | 43   | 36 | 11 | 10 | 15 | 41 | 46 | −5   |                                                         |

Actualizado a los partidos jugados el 20 de mayo de 2023.
 Fuente: Soccerway
Notas:
1. ↑  Maccabi Haifa se le restaron 3 puntos.
2. ↑  Hapoel Be'er Sheva se le restaron 3 puntos.

## Grupo Descenso
| Pos. | Equipo                         | Pts. | PJ | G  | E  | P  | GF | GC | Dif. | Clasificación 2023–24                                   |
| ---- | ------------------------------ | ---- | -- | -- | -- | -- | -- | -- | ---- | ------------------------------------------------------- |
| 1    | Hapoel Haifa                   | 41   | 33 | 9  | 14 | 10 | 35 | 35 | 0    |                                                         |
| 2    | Beitar Jerusalén               | 40   | 33 | 13 | 4  | 16 | 52 | 58 | −6   | Segunda ronda clasificatoria de Liga Europa Conferencia |
| 3    | Bnei Sakhnin                   | 37   | 33 | 8  | 13 | 12 | 39 | 44 | −5   |                                                         |
| 4    | Hapoel Tel Aviv                | 36   | 33 | 9  | 10 | 14 | 37 | 51 | −14  |                                                         |
| 5    | Maccabi Bnei Reineh            | 35   | 33 | 8  | 11 | 14 | 32 | 54 | −22  |                                                         |
| 6    | Hapoel Hadera                  | 34   | 33 | 7  | 13 | 13 | 35 | 53 | −18  |                                                         |
| 7    | Hapoel Ironi Kiryat Shmona (D) | 32   | 33 | 5  | 17 | 11 | 40 | 49 | −9   | Descendido a Liga Leumit                                |
| 8    | Sektzia Nes Tziona (D)         | 25   | 33 | 5  | 10 | 18 | 31 | 56 | −25  | Descendido a Liga Leumit                                |

Actualizado a los partidos jugados el 13 de mayo de 2023.
 Fuente: Soccerway
Notas:
1. ↑  Beitar Jerusalén se le restaron 3 puntos.
2. ↑  Beitar Jerusalén clasificó a la Liga Europa Conferencia por ser el campeón de la Copa de Israel 2022-23.
3. ↑  Hapoel Tel Aviv se le restó 1 punto.

## Goleadores
Actualizado al 21 de marzo de 2023
| Rank | Player          | Club                | Goals |
| ---- | --------------- | ------------------- | ----- |
| 1    | Omer Atzili     | Maccabi Haifa       | 21    |
| 2    | Eran Zahavi     | Maccabi Tel Aviv    | 20    |
| 3    | Danilo Asprilla | Beitar Jerusalem    | 17    |
| 4    | Đorđe Jovanović | Maccabi Tel Aviv    | 15    |
| 4    | Ion Nicolaescu  | Beitar Jerusalem    | 15    |
| 4    | Igor Zlatanović | Maccabi Netanya     | 15    |
| 7    | Guy Melamed     | Bnei Sakhnin        | 12    |
| 7    | Itamar Shviro   | Ironi Kiryat Shmona | 12    |
| 9    | Rotem Hatuel    | Hapoel Be'er Sheva  | 11    |
| 9    | Alen Ožbolt     | Hapoel Tel Aviv     | 11    |
| 9    | Guy Badash      | Hapoel Jerusalem    | 11    |